# معاملة المثليين في سينت مارتن
قد يواجه الأشخاص من المثليين والمثليات ومزدوجي التوجه الجنسي والمتحولين جنسياً (اختصاراً: LGBT) في سينت مارتن
وهي منطقة ذات حكم ذاتي داخل مملكة هولندا تحديات قانونية لا يواجهها غيرهم من المغايرين جنسيا. يعتبر النشاط الجنسي المثلي بين الرجال وبين النساء قانونيا في سينت مارتن، لكن الأزواج المثليين الحاصلين على الجنسية الهولندية  يجب عليهم السفر إلى هولندا أو بلدياتها الخاصة للزواج والحماية القانونية للزواج ليست غير مشروطة. منذ أكتوبر 2016، أصبحت الشراكات المسجلة متاحة للشركاء المثليين والشركاء المغايرين.

## قانونية النشاط الجنسي المثلي
النشاط الجنسي المثلي قانوني في كوراساو. السن القانونية للنشاط الجنسي هو 15 سنة، وهو متساو لكل من العلاقات الجنسية المثلية والعلاقات الجنسية المغايرة.

## الاعتراف القانوني بالعلاقات المثلية
كجزء من مملكة هولندا، كوراساو ملزمة بالاعتراف بأن حالات زواج المثليين التي تم عقدها في هولندا صالحة. وتشمل هذه حالات زواج المثليين في بونير، سابا وسينت أوستاتيوس.
في أبريل 2015، وافق ممثلو البلدان الأربعة المكونة على أن الأزواج المثليين يجب أن يتمتعوا بحقوق متساوية في جميع أنحاء المملكة. في نفس الشهر تم تقديم مشروع قانون شراكة مسجل إلى البرلمان.
في أغسطس 2015، في قضية أولياري وآخرون ضد إيطاليا، قضت المحكمة الأوروبية لحقوق الإنسان بأنه من التمييز عدم تقديم اعتراف قانوني بالعلاقات المثلية. لدى المحكمة الأوروبية لحقوق الإنسان فقه قضائي على سينت مارتن.

## ملخص
| قانونية النشاط الجنسي المثلي                                                                  | Yes                                                                  |
| المساواة في السن القانوني للنشاط الجنسي                                                       | Yes                                                                  |
| قوانين مكافحة التمييز في التوظيف                                                              | No                                                                   |
| قوانين مكافحة التمييز في توفير السلع والخدمات                                                 | No                                                                   |
| قوانين مكافحة التمييز في جميع المجالات الأخرى (تتضمن التمييز غير المباشر، خطاب الكراهية)      | No                                                                   |
| قوانين مكافحة أشكال التمييز المعنية بالهوية الجندرية                                          | No                                                                   |
| زواج المثليين                                                                                 | / (يتم الاعتراف بزواج المثليين الذي تم عقده في هولندا، تشريعه مقترح) |
| الاعتراف القانوني بالعلاقات المثلية                                                           | (مقترح)                                                              |
| تبني أحد الشريكين للطفل البيولوجي للشريك الآخر                                                | No                                                                   |
| التبني المشترك للأزواج المثليين                                                               | No                                                                   |
| يسمح للمثليين والمثليات ومزدوجي التوجه الجنسي والمتحولين جنسيا بالخدمة علناً في القوات المسلحة | (هولندا مسؤولة عن الدفاع)                                            |
| الحق بتغيير الجنس القانوني                                                                    | No                                                                   |
| علاج التحويل محظور على القاصرين                                                               | No                                                                   |
| الحصول على أطفال أنابيب للمثليات                                                              | No                                                                   |
| الأمومة التلقائية للطفل بعد الولادة                                                           | No                                                                   |
| تأجير الأرحام التجاري للأزواج المثليين من الذكور                                              | (غير قانوني للأزواج المغايرين كذلك)                                  |
| السماح للرجال الذين مارسوا الجنس الشرجي التبرع بالدم                                          | No                                                                   |